# Ferruccio Scaglia
Ferruccio Scaglia (Torino, 20 febbraio 1921 – Roma, 25 giugno 1979) è stato un direttore d'orchestra italiano.
Studiò al conservatorio di Torino e a Roma. Nel 1950 entrò come violinista all'orchestra della RAI, di cui divenne direttore nel 1960.